# Akaa-Volley
L'Akaa-Volley è una società pallavolistica maschile finlandese, con sede ad Akaa: milita nel campionato finlandese di Lentopallon Mestaruusliiga.

## Rosa 2018-2019
| N° | Nome             | Ruolo | Data di nascita   | Nazionalità sportiva |
| -- | ---------------- | ----- | ----------------- | -------------------- |
| 1  | Joni Mikkonen    | O     | 13 giugno 1986    | Finlandia            |
| 2  | Sauli Sinkkonen  | C     | 14 settembre 1989 | Finlandia            |
| 4  | Teemu Kuusela    | S     | 20 ottobre 1994   | Finlandia            |
| 5  | Ville Juntura    | P     | 26 marzo 1988     | Finlandia            |
| 6  | Miikka Lemola    | S     | 17 luglio 1994    | Finlandia            |
| 7  | Panu Pitkänen    | C     | 10 ottobre 1994   | Finlandia            |
| 8  | Aatu Pöllänen    | C     | 5 settembre 1999  | Finlandia            |
| 9  | Sakari Liehu     | L     | 30 dicembre 1996  | Finlandia            |
| 10 | Ville Heiskanen  | S     | 7 maggio 1985     | Finlandia            |
| 11 | Voitto Köykkä    | L     | 3 giugno 1999     | Finlandia            |
| 15 | Shonari Hepburn  | C     | 19 maggio 1993    | Bahamas              |
| 16 | Valtter Pennanen | O     | 31 gennaio 1999   | Finlandia            |
| 17 | Enderwin Herrera | S     | 31 maggio 1983    | Venezuela            |
| 18 | Mikko Kuusela    | P     | 20 ottobre 1994   | Finlandia            |

## Palmarès
- Campionato finlandese: 1

2024-25